# 胡安德·拉莫斯
胡安德·拉莫斯（Juande Ramos，全名Juan de la Cruz Ramos Cano，1954年9月25日—），西班牙前足球運動員，現時是足球教練。

## 生平
桑迪·拉莫斯曾執教西甲球隊西維爾，並帶領球隊奪得歐洲足協盃，2007年接替馬田·祖爾擔任英超球隊熱刺的主教練，在2007/08帶領球隊奪得英格蘭聯賽盃冠軍。但在2008/09賽季，球隊人員有大變動之下，熱刺一直處於榜末位置，因此桑迪·拉莫斯被球隊解聘。2008年12月9日，在冠军杯对阵泽尼特，联赛面对巴塞罗那之前，接替伯恩德·舒斯特尔（Bernd Schuster）担任皇家马德里主教练。率队后一度取得联赛10连胜的佳绩。但是在冠军杯中总比分0：5负于利物浦，联赛最后五轮连败，包括2：6负于巴塞罗那。2009年5月31日下课。他于2009年9月10日宣布执教俄超劲旅莫斯科中央陆军，但執教僅一個多月，便於10月26日被辭退。